# 티베리우스 2세
티베리우스 2세 콘스탄티누스(Flavius Tiberius Constantinus , 540년경 - 582년 8월 13일)은 동로마 황제로 574년부터 전임 황제인 유스티누스 2세가 정신병에 걸려 제대로 황제직을 수행하지 못하자 부제가 되었고 578년 그가 죽자 단독황제가 되었다.
티베리우스는 동로마 제국의 장군으로 유스티누스에 의해 아바르족과의 전투에 참가했으나 패했다. 574년 유스티누스가 정신병으로 미쳐서 업무를 수행할 수 없게 되자 황후 소피아와 함께 공동으로 섭정을 맡았으나 억지로 권력을 나누었다고 생각하는 황후와 사이가 좋지 않았고 긴장관계에 있었다. 577년에는 엄청난 슬라브족이 트라키아와 일리리쿰에 몰려와 정착했다.
578년 유스티누스의 죽음으로 단독황제가 된 티베리우스는 콘스탄티누스라는 이름을 추가하고 황후를 완전히 내쫓고 권력을 장악했다. 티베리우스는 단성론에 대한 탄압을 중지하고 국고를 늘리는 데 노력하고자 했으나 지나치게 방만한 국가경영으로 제국의 재정을 불안하게 했다. 외교적으로도 사산조 페르시아와 평화협상을 계속 맺으려고 했지만 실패했고 아바르족과의 관계에서도 매년 공물을 바쳤지만 결국 영토를 내주어야 했다.
582년 8월 13일 티베리우스는 유능한 장군인 마우리키우스를 자신의 딸과 결혼시키고 후계자로 정한 뒤 죽었다. 일설에는 그가 독살을 당했다고 한다.